# Státní znak Srbska
Státní znak Srbska má od rozpadu Srbska a Černé Hory v roce 2006 dvě verze, a to: Velký státní znak a Malý státní znak. Současný státní znak vychází ze znaku Srbského království (1882–1918). Znak byl přijat roku 2004 a v roce 2010 byl mírně upraven.

## Popis
Malý státní znak tvoří bílý dvojhlavý orel se zlatou zbrojí na červeném štítu. V srdečním štítku je bílým křížem čtvrcený štít, v jehož polích je stříbrnou Cyrilicí napsáno písmeno S, které je převzato z hesla sv. Sávy „Samo Slogna Srbina Spasava“ (česky Jenom Jednota Spasí Srby). Jde ale o novodobou mytologii, podoba znaku pochází z počátku 15. stol. ze znaku Byzance, jejímž vazalem se tehdy srbský stát stal. Nejde ani o cyrilická S, nýbrž o křesadla ve tvaru původního řeckého písmene béta (od slova "basielos", tj. císař). Nad štítem je královská koruna. Malý státní znak je rovněž vyobrazen na státní vlajce.
Velký státní znak je de facto Malý státní znak položený na hermelínový plášť (viz erbovní plášť a stan) pod další královskou korunu.

## Historický vývoj znaku
|  | Historický znak Srbska                             |
|  | Znak Srbského knížectví (1829–1882)                |
|  | Znak Srbského království (1882–1918)               |
|  | Znak království SHS později Jugoslávie (1918–1943) |
|  | 1941–1944                                          |

### Socialistická federativní republika Jugoslávie
|  | Státní znak SFRJ (1943–1992)         |
|  | Znak Srbska v rámci SFRJ (1947–1992) |

### Svazová republika Jugoslávie a Srbsko a Černá Hora
|  | Státní znak Svazové republiky Jugoslávie a konfederace Srbska a Černé Hory (1992–2006)                                             |
|  | Znak Srbska v rámci Svazové republiky Jugoslávie a konfederace Srbska a Černé Hory v letech 1992 až 2004.                          |
|  | Velký znak Srbska v rámci federace Srbsko a Černá Hora v letech 2004 až 2006. Poté velký státní znak Srbska v letech 2006 až 2010. |
|  | Malý znak Srbska v rámci federace Srbsko a Černá Hora v letech 2004 až 2006. Poté malý státní znak Srbska v letech 2006 až 2010.   |

## Republika srbská
|  | Původní znak Republiky srbské    |
|  | Současný emblém Republiky srbské |

## Republika Srbská Krajina
|  | Znak Republiky Srbská Krajina |